# MacDonald Hills
MacDonald Hills är en kulle i Antarktis. Den ligger i Östantarktis. Nya Zeeland gör anspråk på området. Toppen på MacDonald Hills är 277 meter över havet.
Terrängen runt MacDonald Hills är lite bergig. Trakten är obefolkad. Det finns inga samhällen i närheten. 